# Žižkov
Žižkov es un barrio y un territorio catastral de Praga que se encuentra al este del centro de la ciudad. La mayoría del territorio pertenece al distrito municipal de Praga 3 y sólo algunas pequeñas partes pertenecen a Praga 8 y Praga 10.

## Historia
El 14 de julio de 1420 en la colina de Vítkov sucedió la batalla de Vítkov en que los husitas liderados por Jan Žižka vencieron a las tropas de los cruzados de Segismundo de Luxemburgo. En memoria de este acontecimiento se empezó a llamarlo al monte y el área Žižkov.
Como unidad separada surgió Žižkov en 1875 bajo el nombre Královské Vinohrady I., por división del municipio de Královské Vinohrady (en español, Viñedos Reales). En 1877 su nombre fue cambiado a Žižkov y en 1881 el pueblo fue elevado a la categoría de ciudad. En 1922 la ciudad independiente se integró a Praga.

## Carácter del barrio
Gran parte del barrio lo forman casas de vecindad del cambio del siglo XIX al XX. Como se extiende sobre una elevación, hay calles empinadas. Žižkov abarca también la colina de Vítkov y la edificación más moderna (del siglo XX) hacia el barrio de Hrdlořezy.
En los 70 del siglo XX, el ayuntamiento comunista de Praga desarrolló planes para reedificar la zona completamente. Se planificó ampliar las estrechas calles y sustituir las casas de vecindad por paneláks (edificios de placas de hormigón armado prefabricadas). Realización empezó en torno a Olšanské náměstí (Plaza de Olšany), pero por aplazamiento y cambio de régimen después de la Revolución de Terciopelo los planes fueron cancelados.
Como muchas partes de Praga, Žižkov hoy en día es socioeconómicamente diverso. Está siendo renovado, muchos de sus edificios viejos se reconstruyen y restauran. Surgen cafés y restaurantes nuevos y el precio de las parcelas aumenta rápidamente. La parte occidental de Žižkov sigue siendo conocida por la gran cantidad de prostíbulos, strip-clubes y bares baratos.
Žižkov incluye unos parques bonitos. Los más populares están en Vrch sv. Kříže (la colina de Santa Cruz), la colina de Vítkov, Židovské pece (Hornos judíos) y el recién renovado Rajská zahrada (Jardín del Edén).
Históricamente, Žižkov fue un barrio donde vivía la gente de clase obrera y a veces fue llamado “Žižkov Rojo”, porque muchos de sus habitantes apoyaban a los partidos izquierdistas.
En los primeros años del siglo XX Žižkov se desarrolló en una parte bohémica de Praga, con muchos artistas viviendo o actuando allí. A finales de la Primera Guerra Mundial el círculo de los escritores bohemios originó el concepto de broma del movimiento de resistencia de Svobodná republika Žižkov (en español, la República Libre de Žižkov). Antes de la Segunda Guerra Mundial este barrio tenía mala fama. Esa fama corría por toda Checoslovaquia y fue posible encontrarla décadas después. Los residentes de Žižkov estaban muy orgullosos de su mala fama y hasta hoy en día hay tendencias a aludir al barrio como la República Libre de Žižkov. Este sentimiento a menudo inspiraba a novelistas o productores de cine y fue representado en la novela humorística de Vlastimil Rada y Jaroslav Žák Z tajností žižkovského podsvětí (en español, De los secretos del submundo de Žižkov) o en la película de Ivo Novák Fešák Hubert (en español, Hubert el guapo).

## Lugares de interés

### Žižkovská věž (torre de telecomunicaciones de Žižkov)
Es una torre de telecomunicaciones de diseño original construida entre los años 1985 y 1992 según el proyecto de Václav Aulický y Jiří Kozák. Consta de tres pilares a los que están sujetadas nueve cabinas, dispuesta de tres en tres y en tres diferentes alturas. Tiene 216 metros de altura, un mirador a los 93 metros y un restaurante, un café y un bar a los 66. La torre se encuentra cerca de la frontera con Vinohrady y está rodeada por Mahlerovy sady (parque de Mahler). En 2000 fueron instaladas sobre los pilares esculturas de David Černý Miminka (Bebés).

### Monumento Nacional en Vítkov
Fue construido siguiendo el estilo del funcionalismo entre los años 1929 y 1933  y extendido 1946-1949 para rendir homenaje a los legionarios de la Primera Guerra Mundial, aunque las sugerencias de establecer un monumento en Vítkov surgieron en la segunda mitad del siglo XIX (1877). La estatua ecuestre de bronce de Jan Žižka, obra del escultor Bohumil Kafka, que mide 9 metros de altura y pesa 16,5 toneladas es una de las mayores estatuas ecuestres del mundo. Entre los años 1954 y 1962 el monumento sirvió como mausoleo del presidente checoslovaco del régimen comunista Klement Gottwald. En 2009 fue inaugurada la exposición del Museo Nacional allí.

### Casa de las Uniones Sindicales
En el pasado llamado Palacio de Institución de Pensiones Común, es una construcción funcionalista significativa. Construida en los años 30 del siglo XX según el proyecto de Karel Honzík y Josef Havlíček fue el primer edificio de gran altura en Praga. Se encuentra en náměstí Winstona Churchilla (Plaza de Winston Churchill). El plano horizontal tiene forma de cruz y la fachada está cubierta de tablas cerámicas claras.

### Cementerio de Olšany
El cementerio de Olšany es el cementerio más grande de Praga – por eso también forma la zona verde más grande en el territorio de Praga 3.

### Nuevo cementerio Judío
Fue establecido en 1891. Tal como en el vecino cementerio de Olšany hay unos monumentos funerarios modernistas y la tumba del escritor Franz Kafka se encuentra allí.

### Iglesia de San Procopio

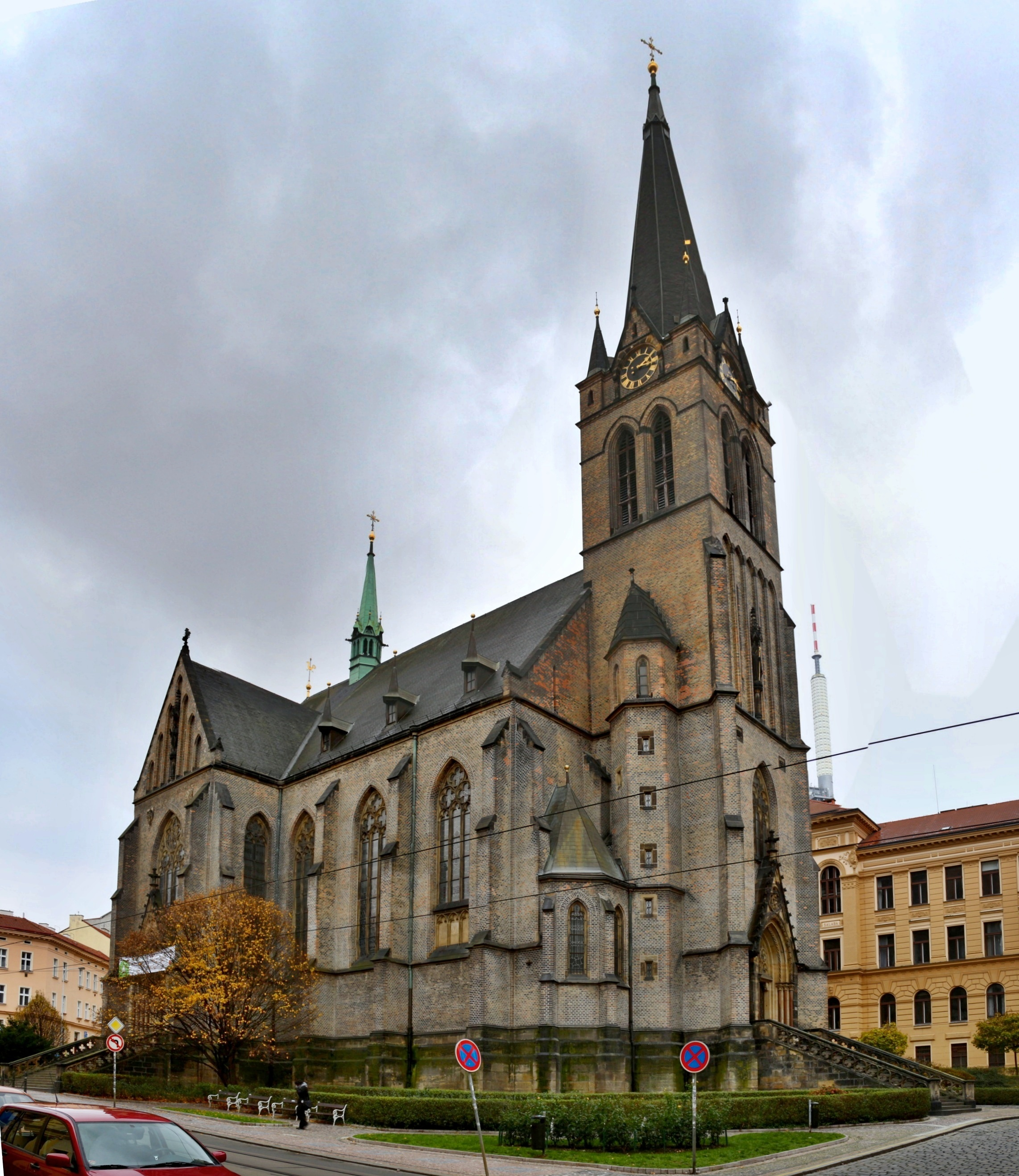
Iglesia de San Procopio (1898-1903), obra de Josef Mocker

La iglesia de San Procopio, con su única torre, es uno de los puntos dominantes arquitectónicos de Žižkov. El templo de tres naves dedicado a San Procopio de Sázava, ubicado en Sladkovského náměstí (plaza Sladkovský), fue construido siguiendo el estilo neogótico según los planes de Josef Mocker y František Mikš y fue consagrada en 1903. 

### Iglesia de San Roque
Es una obra barroca con el plano de forma elíptica, construida a finales del siglo XVII, originalmente como una capilla de peste. Se encuentra en Olšanské náměstí (Plaza de Olšany) cerca del Cementerio de Olšany.

## Personajes relacionados con Žižkov
Escritores Jaroslav Hašek (1883-1923) y Franta Sauer (1882-1947) escribieron muchas de sus obras en Žižkov. También el poeta Jaroslav Seifert, laureado con el Premio Nobel de Literatura en 1984, nació y pasó la mayor parte de su vida en Žižkov.
- Datos: Q378120
- Multimedia: Žižkov / Q378120